# Liste des perles en France métropolitaine

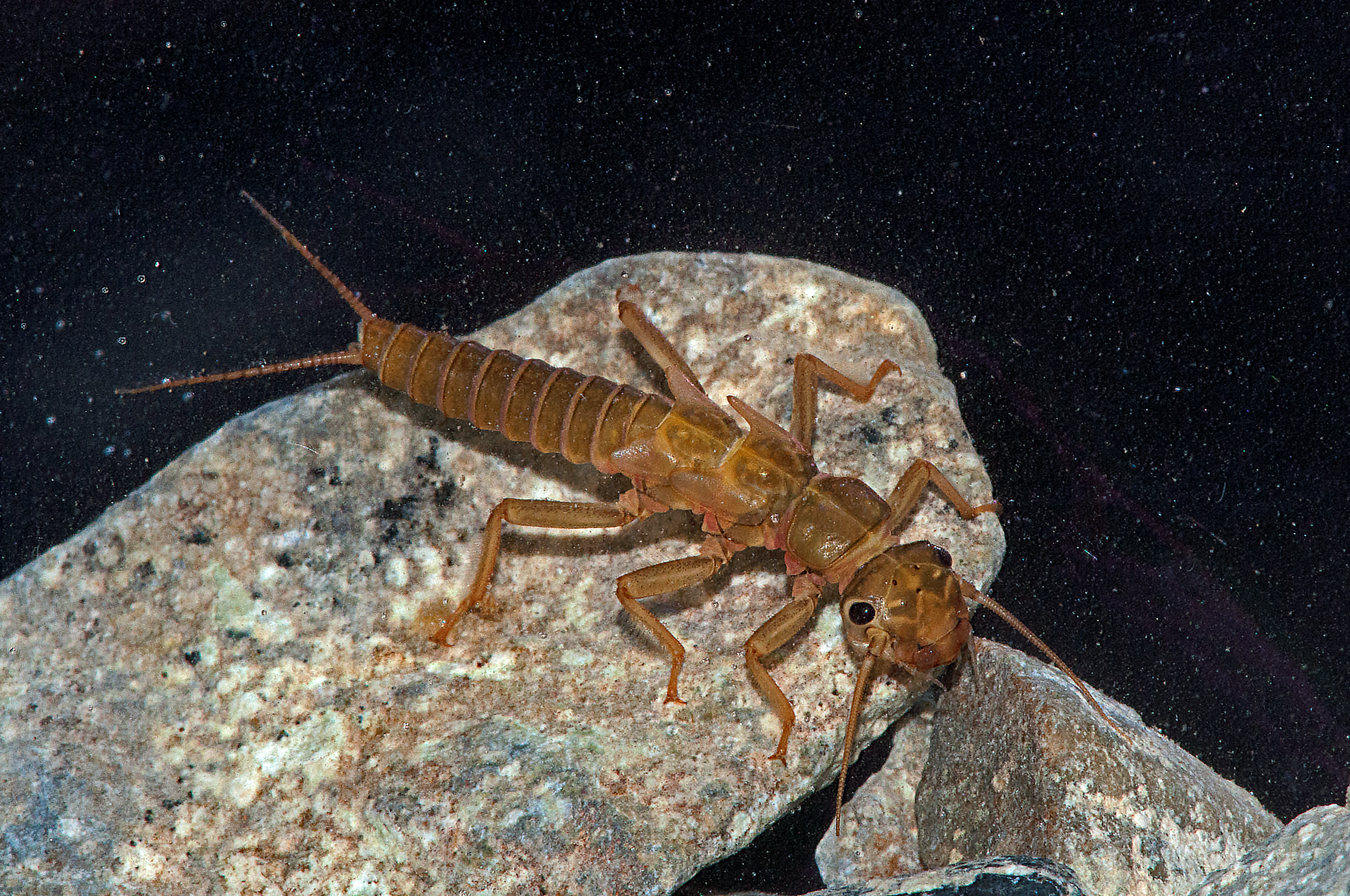
Larve d'une perlode des sources (Dictyogenus fontium), l'une des dix espèces de perles en danger critique de disparition sur le territoire français.

La liste des perles en France métropolitaine recense les espèces de plécoptères présentes à l'état sauvage dans la France métropolitaine, Corse comprise. Ces espèces, au nombre de 198, sont classées par famille.

## Statuts des listes rouges de l'UICN
Statuts de la liste rouge des espèces menacées en France :

| Symbole | Statut                      |
| ------- | --------------------------- |
| (EX)    | Éteinte au niveau mondial   |
| (EW)    | Éteinte à l'état sauvage    |
| (RE)    | Disparue au niveau régional |
| (CR)    | En danger critique          |
| (EN)    | En danger                   |
| (VU)    | Vulnérable                  |
| (NT)    | Quasi menacée               |
| (LC)    | Préoccupation mineure       |
| (DD)    | Données insuffisantes       |
| (NA)    | Non applicable              |

Statuts de la liste rouge des espèces menacées au niveau mondial :

| Symbole | Statut                    |
| ------- | ------------------------- |
| (EX)    | Éteinte au niveau mondial |
| (EW)    | Éteinte à l'état sauvage  |
| (CR)    | En danger critique        |
| (EN)    | En danger                 |
| (VU)    | Vulnérable                |
| (NT)    | Quasi menacée             |
| (LC)    | Préoccupation mineure     |
| (DD)    | Données insuffisantes     |
| (NE)    | Non évaluées              |

## Liste des espèces
Cette liste a été publié en Juin 2025 :

### Famille:Capniidae(13 espèces)
| Photo                  | Noms français / (scientifique)                   | Statut en France | Statut IUCN |
| ---------------------- | ------------------------------------------------ | ---------------- | ----------- |
| Illustration manquante | Capnie noire (Capnia nigra)                      | (LC)             | (NE)        |
| Illustration manquante | Capnie veuve (Capnia vidua)                      | (LC)             | (NE)        |
| Illustration manquante | Capnie aptère (Capnioneura aptera)               | (CR)             | (NE)        |
| Illustration manquante | Capnie à ailes courtes (Capnioneura brachyptera) | (NT)             | (NE)        |
| Illustration manquante | Capnie ibérique (Capnioneura libera)             | (VU)             | (NE)        |
| Illustration manquante | Capnie occidentale (Capnioneura mitis)           | (LC)             | (NE)        |
| Illustration manquante | Capnie némoure (Capnioneura nemuroides)          | (LC)             | (NE)        |
| Illustration manquante | Capnie insulaire (Capnioneura petricola)         | (VU)             | (NE)        |
|                        | Capnie de Schiller (Capnopsis schilleri)         | (EN)             | (NE)        |
|                        | Capnie à deux têtes (Zwicknia bifrons)           | (LC)             | (NE)        |
| Illustration manquante | Capnie de Le Doaré (Zwicknia ledoarei)           | (LC)             | (NE)        |
| Illustration manquante | Capnie de Rupprecht (Zwicknia rupprechti)        | (LC)             | (NE)        |
| Illustration manquante | Capnie de Westermann (Zwicknia westermanni)      | (LC)             | (NE)        |

### Famille:Chloroperlidae(9 espèces)
| Photo                  | Noms français / (scientifique)                       | Statut en France | Statut IUCN |
| ---------------------- | ---------------------------------------------------- | ---------------- | ----------- |
| Illustration manquante | Chloroperle pyrénéenne (Chloroperla breviata)        | (NT)             | (NE)        |
| Illustration manquante | Chloroperle des torrents (Chloroperla susemicheli)   | (LC)             | (NE)        |
| Illustration manquante | Chloroperle à trois points (Chloroperla tripunctata) | (LC)             | (NE)        |
| Illustration manquante | Chloroperle fouisseuse (Isoptena serricornis)        | (EN)             | (NE)        |
| Illustration manquante | Chloroperle d'Italie (Siphonoperla italica)          | (VU)             | (NE)        |
| Illustration manquante | Chloroperle des Alpes (Siphonoperla montana)         | (LC)             | (NE)        |
| Illustration manquante | Chloroperle continentale (Siphonoperla neglecta)     | (CR)             | (NE)        |
|                        | Chloroperle des ruisseaux (Siphonoperla torrentium)  | (LC)             | (NE)        |
|                        | Chloroperle thermophile (Xanthoperla apicalis)       | (LC)             | (NE)        |

### Famille:Leuctridae(68 espèces)
| Photo                  | Noms français / (scientifique)                                 | Statut en France | Statut IUCN |
| ---------------------- | -------------------------------------------------------------- | ---------------- | ----------- |
| Illustration manquante | Leuctre pâle (Leuctra albida)                                  | (LC)             | (NE)        |
| Illustration manquante | Leuctre pyrénéenne (Leuctra alosi)                             | (LC)             | (NE)        |
| Illustration manquante | Leuctre alpine (Leuctra alpina)                                | (LC)             | (NE)        |
| Illustration manquante | Leuctre d'altitude (Leuctra alticola)                          | (VU)             | (NE)        |
| Illustration manquante | Leuctre d'Amélia (Leuctra ameliae)                             | (VU)             | (NE)        |
| Illustration manquante | Leuctre d'Ariège (Leuctra ariega)                              | (EN)             | (NE)        |
| Illustration manquante | Leuctre à bouclier (Leuctra armata)                            | (VU)             | (NE)        |
| Illustration manquante | Leuctre à oreilles (Leuctra aurita)                            | (LC)             | (NE)        |
| Illustration manquante | Leuctre d'automne (Leuctra autumnalis)                         | (NT)             | (NE)        |
| Illustration manquante | Leuctre de Berthélemy (Leuctra berthelemyi)                    | (VU)             | (NE)        |
| Illustration manquante | Leuctre du Boréon (Leuctra boreoni)                            | (NT)             | (NE)        |
| Illustration manquante | Leuctre de Brauer (Leuctra braueri)                            | (NT)             | (NE)        |
| Illustration manquante | Leuctre de Butz (Leuctra budtzi)                               | (LC)             | (NE)        |
| Illustration manquante | Leuctre de Castille (Leuctra castillana)                       | (LC)             | (NE)        |
| Illustration manquante | Leuctre à bande (Leuctra cingulata)                            | (LC)             | (NE)        |
| Illustration manquante | Leuctre de Clergue (Leuctra clerguae)                          | (EN)             | (NE)        |
| Illustration manquante | Leuctre de Conci (Leuctra concii)                              | (EN)             | (NE)        |
| Illustration manquante | Leuctre de Corse du nord (Leuctra cyrnea)                      | (EN)             | (NE)        |
| Illustration manquante | Leuctre de Dalmon (Leuctra dalmoni)                            | (LC)             | (NE)        |
| Illustration manquante | Leuctre de Delmastro (Leuctra delmastroi)                      | (EN)             | (NE)        |
| Illustration manquante | Leuctre de Despax (Leuctra despaxi)                            | (LC)             | (NE)        |
|                        | Leuctre digitée (Leuctra digitata)                             | (NT)             | (NE)        |
| Illustration manquante | Leuctre d'Elisabeth (Leuctra elisabethae)                      | (VU)             | (NE)        |
| Illustration manquante | Leuctre d'Español (Leuctra espanoli)                           | (VU)             | (NE)        |
| Illustration manquante | Leuctre à taches jaunes (Leuctra flavomaculata)                | (LC)             | (NE)        |
| Illustration manquante | Leuctre corse (Leuctra fraterna)                               | (LC)             | (NE)        |
| Illustration manquante | Leuctre sombre (Leuctra fusca)                                 | (LC)             | (NE)        |
| Illustration manquante | Leuctre gauloise (Leuctra gallica)                             | (LC)             | (NE)        |
| Illustration manquante | Leuctre de la Garonne (Leuctra garumna)                        | (LC)             | (NE)        |
| Illustration manquante | Leuctre à cornes (Leuctra geniculata)                          | (LC)             | (NE)        |
| Illustration manquante | Leuctre de Handlirsch (Leuctra handlirschi)                    | (LC)             | (NE)        |
| Illustration manquante | Leuctre helvète (Leuctra helvetica)                            | (EN)             | (NE)        |
| Illustration manquante | Leuctre alpine à six points (Leuctra hexacantha)               | (LC)             | (NE)        |
| Illustration manquante | Leuctre pyrénéenne à six points (Leuctra hexacanthoides)       | (VU)             | (NE)        |
| Illustration manquante | Leuctre fer à cheval (Leuctra hippopus)                        | (LC)             | (NE)        |
| Illustration manquante | Leuctre du Mont Incudine (Leuctra incudensis)                  | (EN)             | (NE)        |
|                        | Leuctre inerme (Leuctra inermis)                               | (LC)             | (NE)        |
| Illustration manquante | Leuctre de Joan (Leuctra joani)                                | (VU)             | (NE)        |
| Illustration manquante | Leuctre de Kempny (Leuctra kempnyi)                            | (NT)             | (NE)        |
| Illustration manquante | Leuctre à lamelles (Leuctra lamellosa)                         | (LC)             | (NE)        |
| Illustration manquante | Leuctre effilée (Leuctra leptogaster)                          | (LC)             | (NE)        |
| Illustration manquante | Grande Leuctre (Leuctra major)                                 | (LC)             | (NE)        |
| Illustration manquante | Leuctre de Marinette (Leuctra marinettae)                      | (VU)             | (NE)        |
| Illustration manquante | Leuctre du Maroc (Leuctra maroccana)                           | (CR)             | (NE)        |
| Illustration manquante | Leuctre de Morton (Leuctra mortoni)                            | (DD)             | (NE)        |
|                        | Leuctre de Mosely (Leuctra moselyi)                            | (LC)             | (NE)        |
|                        | Leuctre noire (Leuctra nigra)                                  | (LC)             | (NE)        |
| Illustration manquante | Leuctre des neiges (Leuctra niveola)                           | (LC)             | (NE)        |
| Illustration manquante | Leuctre occitane (Leuctra occitana)                            | (DD)             | (NE)        |
| Illustration manquante | Leuctre précoce (Leuctra prima)                                | (LC)             | (NE)        |
| Illustration manquante | Leuctre hercynienne (Leuctra pseudocingulata)                  | (LC)             | (NE)        |
| Illustration manquante | Leuctre pyrénéo-cantabrique (Leuctra pseudocylindrica)         | (NT)             | (NE)        |
| Illustration manquante | Leuctre préalpine (Leuctra pseudorosinae)                      | (NT)             | (NE)        |
| Illustration manquante | Leuctre bifide (Leuctra pseudosignifera)                       | (LC)             | (NE)        |
| Illustration manquante | Leuctre naine (Leuctra pusilla)                                | (EN)             | (NE)        |
| Illustration manquante | Leuctre du Queyras (Leuctra queyrassiana)                      | (EN)             | (NE)        |
| Illustration manquante | Leuctre de Raušer (Leuctra rauscheri)                          | (LC)             | (NE)        |
| Illustration manquante | Leuctre de Rosine (Leuctra rosinae)                            | (LC)             | (NE)        |
| Illustration manquante | Leuctre de Ravizza (Leuctra ravizzai)                          | (EN)             | (NE)        |
| Illustration manquante | Leuctre de Schmid (Leuctra schmidi)                            | (LC)             | (NE)        |
| Illustration manquante | Leuctre subalpine (Leuctra subalpina)                          | (LC)             | (NE)        |
| Illustration manquante | Leuctre tyrolièenne (Leuctra teriolensis)                      | (LC)             | (NE)        |
| Illustration manquante | Leuctre de Thomas (Leuctra thomasi)                            | (EN)             | (NE)        |
| Illustration manquante | Leuctre de Zwick (Leuctra zwicki)                              | (LC)             | (NE)        |
| Illustration manquante | Leuctre robuste de Benlloch (Pachyleuctra benllochi)           | (LC)             | (NE)        |
| Illustration manquante | Leuctre robuste de Bertrand (Pachyleuctra bertrandi)           | (EN)             | (NE)        |
| Illustration manquante | Leuctre robuste de Ribaut (Pachyleuctra ribauti)               | (CR)             | (NE)        |
| Illustration manquante | Leuctre tyrrhénienne de Zavattari (Tyrrhenoleuctra zavattarii) | (VU)             | (NE)        |

### Famille:Nemouridae(55 espèces)
| Photo                  | Noms français / (scientifique)                        | Statut en France | Statut IUCN |
| ---------------------- | ----------------------------------------------------- | ---------------- | ----------- |
| Illustration manquante | Némoure boréale (Amphinemura borealis)                | (CR)             | (NE)        |
| Illustration manquante | Némoure de Standfuss (Amphinemura standfussi)         | (LC)             | (NE)        |
|                        | Némoure dauphin (Amphinemura sulcicollis)             | (LC)             | (NE)        |
| Illustration manquante | Némoure triangulaire (Amphinemura triangularis)       | (LC)             | (NE)        |
| Illustration manquante | Némoure oiseau (Nemoura avicularis)                   | (LC)             | (NE)        |
| Illustration manquante | Némoure du Banat (Nemoura banatica)                   | (DD)             | (NE)        |
| Illustration manquante | Némoure à bottes (Nemoura cambrica)                   | (LC)             | (NE)        |
|                        | Némoure cendrée (Nemoura cinerea)                     | (LC)             | (NE)        |
| Illustration manquante | Némoure confondue (Nemoura confusa)                   | (NT)             | (NE)        |
| Illustration manquante | Némoure des marais (Nemoura dubitans)                 | (NT)             | (NE)        |
| Illustration manquante | Némoure hercynienne (Nemoura erratica)                | (LC)             | (NE)        |
| Illustration manquante | Némoure flexueuse (Nemoura flexuosa)                  | (LC)             | (NE)        |
| Illustration manquante | Némoure affine (Nemoura lacustris)                    | (LC)             | (NE)        |
| Illustration manquante | Némoure serpent (Nemoura linguata)                    | (LC)             | (NE)        |
| Illustration manquante | Némoure marginée (Nemoura marginata)                  | (LC)             | (NE)        |
| Illustration manquante | Petite Némoure (Nemoura minima)                       | (VU)             | (NE)        |
| Illustration manquante | Némoure velue (Nemoura mortoni)                       | (LC)             | (NE)        |
| Illustration manquante | Némoure de Mosely (Nemoura moselyi)                   | (NT)             | (NE)        |
| Illustration manquante | Némoure obtuse (Nemoura obtusa)                       | (LC)             | (NE)        |
| Illustration manquante | Némoure à ventre clair (Nemoura palliventris)         | (NT)             | (NE)        |
| Illustration manquante | Némoure sombre (Nemoura pseudoerratica)               | (DD)             | (NE)        |
| Illustration manquante | Némoure des ruisseaux (Nemoura rivorum)               | (VU)             | (NE)        |
| Illustration manquante | Némoure écureuil (Nemoura sciurus)                    | (VU)             | (NE)        |
| Illustration manquante | Némoure sinuée (Nemoura sinuata)                      | (LC)             | (NE)        |
| Illustration manquante | Némoure à crochets (Nemoura uncinata)                 | (LC)             | (NE)        |
| Illustration manquante | Némoure ondulée (Nemoura undulata)                    | (CR)             | (NE)        |
|                        | Némoure des sources (Nemurella pictetii)              | (LC)             | (NE)        |
| Illustration manquante | Némoure des Cévennes (Protonemura alexidis)           | (DD)             | (NE)        |
| Illustration manquante | Némoure discrète (Protonemura algovia)                | (VU)             | (NE)        |
| Illustration manquante | Némoure d'Angelier (Protonemura angelieri)            | (VU)             | (NE)        |
| Illustration manquante | Némoure de l'Ouest (Protonemura beatensis)            | (LC)             | (NE)        |
| Illustration manquante | Némoure à style court (Protonemura brevistyla)        | (LC)             | (NE)        |
| Illustration manquante | Némoure bucolique (Protonemura bucolica)              | (NT)             | (NE)        |
| Illustration manquante | Némoure du Canigou (Protonemura canigolensis)         | (VU)             | (NE)        |
| Illustration manquante | Némoure de Capra (Protonemura caprai)                 | (VU)             | (NE)        |
| Illustration manquante | Némoure de Corse (Protonemura corsicana)              | (LC)             | (NE)        |
| Illustration manquante | Némoure des sommets (Protonemura culmenis)            | (CR)             | (NE)        |
| Illustration manquante | Némoure intriquée (Protonemura intricata)             | (LC)             | (NE)        |
| Illustration manquante | Némoure jurassienne (Protonemura jurassica)           | (EN)             | (NE)        |
| Illustration manquante | Némoure des montagnes (Protonemura lateralis)         | (LC)             | (NE)        |
| Illustration manquante | Némoure du Loup (Protonemura lupina)                  | (EN)             | (NE)        |
|                        | Némoure printanière (Protonemura meyeri)              | (LC)             | (NE)        |
|                        | Némoure montagnarde (Protonemura montana)             | (VU)             | (NE)        |
| Illustration manquante | Némoure nébuleuse d'automne (Protonemura nimborella)  | (LC)             | (NE)        |
| Illustration manquante | Némoure nébuleuse de printemps (Protonemura nimborum) | (LC)             | (NE)        |
| Illustration manquante | Némoure automnale (Protonemura nitida)                | (LC)             | (NE)        |
| Illustration manquante | Némoure du Pô (Protonemura padana)                    | (NT)             | (NE)        |
| Illustration manquante | Némoure précoce (Protonemura praecox)                 | (LC)             | (NE)        |
| Illustration manquante | Némoure des Pyrénées (Protonemura pyrenaica)          | (LC)             | (NE)        |
| Illustration manquante | Némoure de Ris (Protonemura risi)                     | (LC)             | (NE)        |
| Illustration manquante | Némoure à épines (Protonemura spinulosa)              | (LC)             | (NE)        |
| Illustration manquante | Némoure à tubercule (Protonemura tuberculata)         | (LC)             | (NE)        |
| Illustration manquante | Némoure de Vandel (Protonemura vandeli)               | (NT)             | (NE)        |
| Illustration manquante | Némoure de Vercingetorix (Protonemura vercingetorix)  | (LC)             | (NE)        |
| Illustration manquante | Némoure de Zhiltzova (Protonemura zhiltzovae)         | (EN)             | (NE)        |

### Famille:Perlidae(10 espèces)
| Photo                  | Noms français / (scientifique)              | Statut en France | Statut IUCN |
| ---------------------- | ------------------------------------------- | ---------------- | ----------- |
|                        | Perle à petites ailes (Dinocras cephalotes) | (LC)             | (NE)        |
|                        | Perle italienne (Dinocras ferreri)          | (VU)             | (NE)        |
| Illustration manquante | Perle à grosse tête (Dinocras megacephala)  | (VU)             | (NE)        |
| Illustration manquante | Perle ocre (Eoperla ochracea)               | (RE)             | (NE)        |
| Illustration manquante | Perle fluviatile (Marthamea vitripennis)    | (RE)             | (NE)        |
| Illustration manquante | Perle sombre (Perla abdominalis)            | (NT)             | (NE)        |
| Illustration manquante | Grande Perle alpine (Perla grandis)         | (DD)             | (NE)        |
|                        | Perle commune (Perla marginata)             | (LC)             | (NE)        |
| Illustration manquante | Grande Perle pyrénéenne (Perla pyrenaica)   | (DD)             | (NE)        |
| Illustration manquante | Grande Perle de Ravizza (Perla ravizzaorum) | (DD)             | (NE)        |

### Famille:Perlodidae(28 espèces)
| Photo                  | Noms français / (scientifique)                 | Statut en France | Statut IUCN |
| ---------------------- | ---------------------------------------------- | ---------------- | ----------- |
| Illustration manquante | Perlode boréal (Arcynopteryx dichroa)          | (LC)             | (NE)        |
| Illustration manquante | Perlode bicolore (Besdolus bicolor)            | (VU)             | (NE)        |
| Illustration manquante | Perlode d'Imhoff (Besdolus imhoffi)            | (EN)             | (NE)        |
| Illustration manquante | Perlode de Ravizza (Besdolus ravizzarum)       | (NT)             | (NE)        |
| Illustration manquante | Perlode continental (Besdolus ventralis)       | (RE)             | (NE)        |
| Illustration manquante | Perlode alpin (Dictyogenus alpinum)            | (LC)             | (NE)        |
|                        | Perlode des sources (Dictyogenus fontium)      | (CR)             | (NE)        |
| Illustration manquante | Perlode karstique (Dictyogenus jurassicum)     | (EN)             | (NE)        |
| Illustration manquante | Perlode de Murányi (Dictyogenus muranyii)      | (EN)             | (NE)        |
|                        | Perlode de Laponie (Diura bicaudata)           | (NT)             | (NE)        |
| Illustration manquante | Perlode fluviatile (Isogenus nubecula)         | (VU)             | (NE)        |
| Illustration manquante | Isoperle effilée (Isoperla acicularis)         | (LC)             | (NE)        |
| Illustration manquante | Isoperle du Massif central (Isoperla ambigua)  | (LC)             | (NE)        |
|                        | Isoperle italienne (Isoperla carbonaria)       | (VU)             | (NE)        |
| Illustration manquante | Isoperle noire (Isoperla difformis)            | (EN)             | (NE)        |
| Illustration manquante | Isoperle germanique (Isoperla goertzi)         | (VU)             | (NE)        |
| Illustration manquante | Isoperle commune (Isoperla grammatica)         | (DD)             | (NE)        |
| Illustration manquante | Isoperle insulaire (Isoperla insularis)        | (LC)             | (NE)        |
| Illustration manquante | Isoperle corse (Isoperla kir)                  | (NT)             | (NE)        |
| Illustration manquante | Isoperle de Luzon (Isoperla luzoni)            | (LC)             | (NE)        |
| Illustration manquante | Isoperle de Mosely (Isoperla moselyi)          | (DD)             | (NE)        |
| Illustration manquante | Isoperle fluviatile (Isoperla obscura)         | (VU)             | (NE)        |
|                        | Isoperle hercynienne (Isoperla oxylepis)       | (LC)             | (NE)        |
| Illustration manquante | Isoperle des ruisselets (Isoperla rivulorum)   | (LC)             | (NE)        |
| Illustration manquante | Isoperle pyrénéenne (Isoperla viridinervis)    | (DD)             | (NE)        |
| Illustration manquante | Perlode sombre (Perlodes dispar)               | (CR)             | (NE)        |
| Illustration manquante | Perlode montagnard (Perlodes intricatus)       | (DD)             | (NE)        |
| Illustration manquante | Perlode jurassien (Perlodes jurassicus)        | (LC)             | (NE)        |
| Illustration manquante | Perlode à petite tête (Perlodes microcephalus) | (DD)             | (NE)        |

### Famille:Taeniopterygidae(14 espèces)
| Photo                  | Noms français / (scientifique)                         | Statut en France | Statut IUCN |
| ---------------------- | ------------------------------------------------------ | ---------------- | ----------- |
| Illustration manquante | Taenioptère d'Aubert (Brachyptera auberti)             | (EN)             | (NE)        |
| Illustration manquante | Taenioptère de Brauer (Brachyptera braueri)            | (DD)             | (NE)        |
| Illustration manquante | Taenioptère à collier (Brachyptera monilicornis)       | (LC)             | (NE)        |
|                        | Taenioptère commun (Brachyptera risi)                  | (LC)             | (NE)        |
| Illustration manquante | Taenioptère des montagnes (Brachyptera seticornis)     | (LC)             | (NE)        |
| Illustration manquante | Taenioptère à trois bandes (Brachyptera trifasciata)   | (CR)             | (NE)        |
| Illustration manquante | Taenioptère des Alpes (Rhabdiopteryx alpina)           | (NT)             | (NE)        |
| Illustration manquante | Taenioptère des neiges (Rhabdiopteryx harperi)         | (EN)             | (NE)        |
| Illustration manquante | Taenioptère à tête noire (Rhabdiopteryx neglecta)      | (LC)             | (NE)        |
| Illustration manquante | Taenioptère de Thienemann (Rhabdiopteryx thienemanni)  | (EN)             | (NE)        |
|                        | Taenioptère de Hubault (Taeniopteryx hubaulti)         | (LC)             | (NE)        |
| Illustration manquante | Taenioptère des torrents (Taeniopteryx kuehtreiberi)   | (LC)             | (NE)        |
|                        | Taenioptère brumeux (Taeniopteryx nebulosa)            | (LC)             | (NE)        |
| Illustration manquante | Taenioptère de Schoenemund (Taeniopteryx schoenemundi) | (LC)             | (NE)        |